# Заставки
Заставки (укр. Заставки) — село в Красиловском районе Хмельницкой области Украины.
Население по переписи 2001 года составляло 626 человек. Почтовый индекс — 31045. Телефонный код — 3855. Занимает площадь 1,791 км². Код КОАТУУ — 6822783701.

## Местный совет
31045, Хмельницкая обл., Красиловский р-н, с. Заставки, ул. Садовая, 3